# Фоаміран

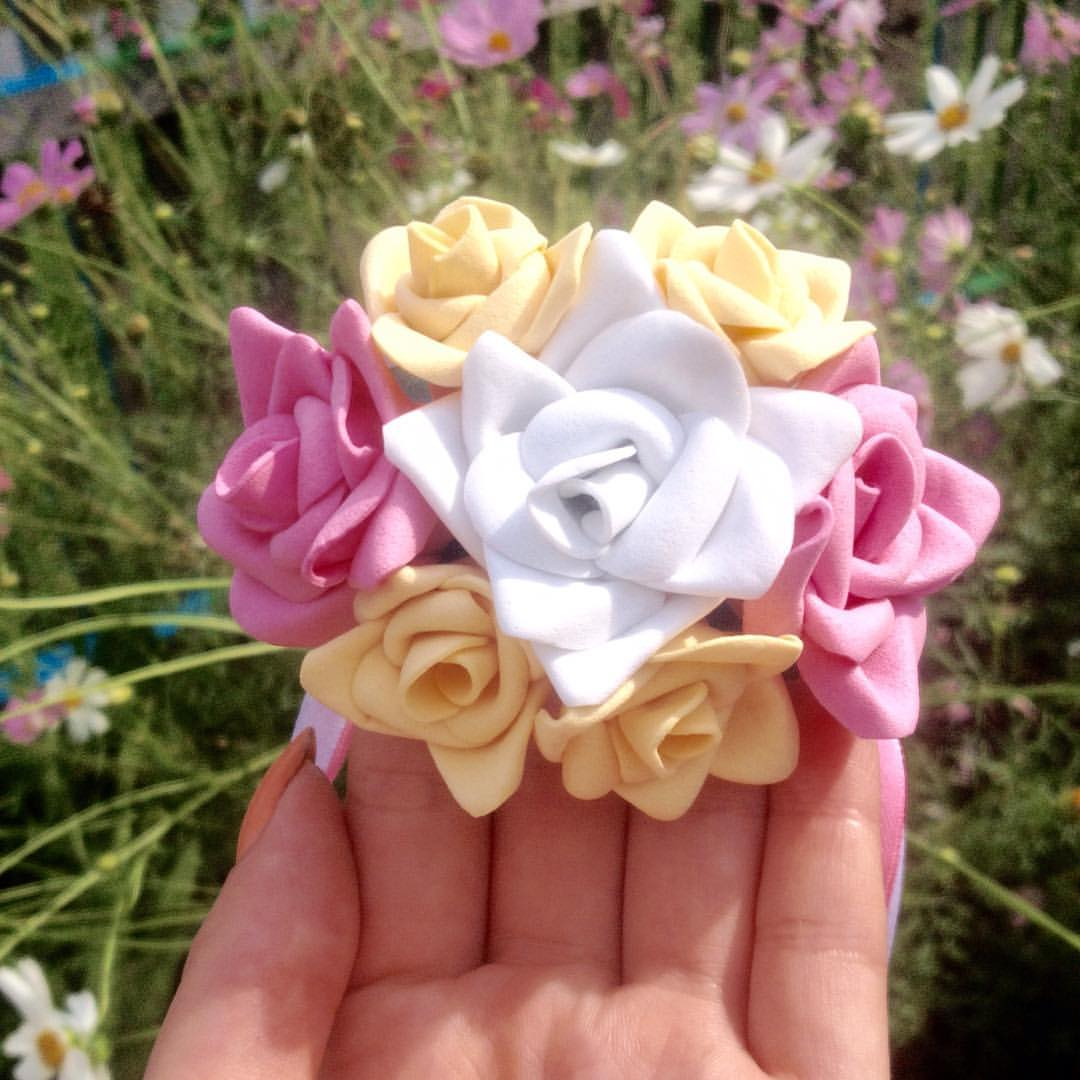
Браслет з фоамірана ручної роботи

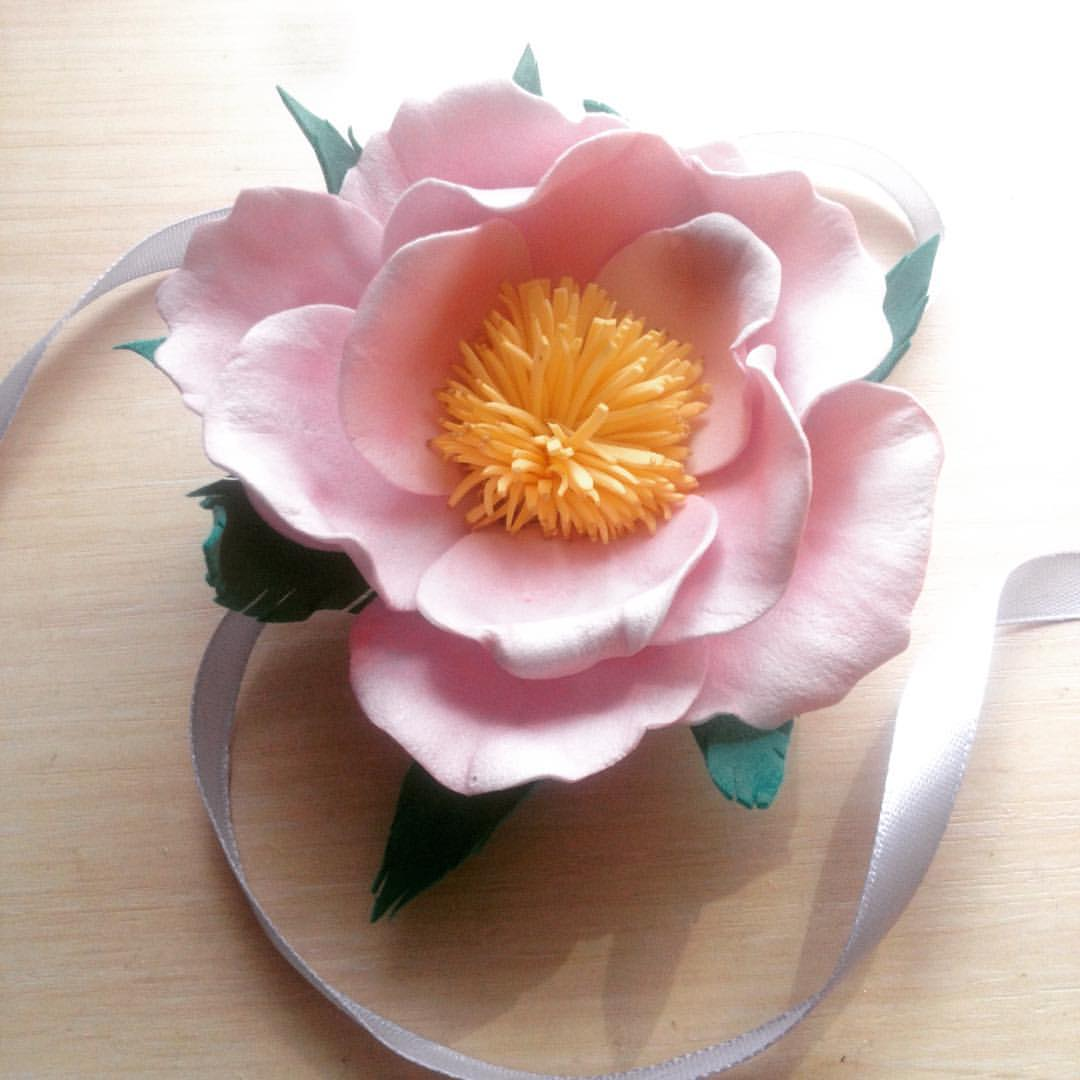
Квітка із фоамірана

Фоаміран (скорочене фоам, фом, від англ. Foam — піна) — це декоративний пінистий матеріал, що використовується в різних видах рукоділля. Має інші назви: пластична замша, спінена гума, ревелюр, фом ЕВА. До складу фоамірану входить полімер етиленвінілацетат. Фоаміран виготовляється у вигляді м'яких тонких листів (середня товщина — 1 мм) в палітрі від 20 до 24 кольорів (в залежності від виробника). Буває китайського, корейського та іранського виробництва. Іранський фоаміран вважається якіснішим і найчастіше використовується при виготовленні реалістичних квітів.
ФОМ товщиною 1 мм і 2 мм китайського і корейського виробництва більш пластичний і використовується для виготовлення ляльок, птахів та тварин.

## Властивості
На дотик фоаміран нагадує замшу або щільну губку.
Завдяки своїм пластичним властивостям при нагріванні фоаміран легко тягнеться і зберігає нову форму. Відсоток розтягування досить великий, щоб натягнути його на округлу форму. При нагріванні матеріалу можна легко надати будь-яку форму, розкручуючи, вдавлюючи, стискаючи його пальцями, легко піддається тисненню. Нагрівають фоаміран за допомогою праски, фену для ембоссінгу, конфорки, запальнички або термопістолета — в залежності від необхідного ефекту.
Фоаміран легко піддається фарбуванню, через те, що має пористу структуру, яка дозволяє фарбі добре вбиратися. Фарбувати матеріал можна за допомогою акрилових або олійних фарб.
Фоаміран як і інша гума володіє водовідштовхувальними властивостями, тому роботи з нього можна мити і використовувати на відкритому повітрі.
Для склеювання деталей між собою застосовують силіконовий клей для термопістолета, універсальний секундний суперклей, будь-який клей, яким можна клеїти гуму.
Вироби з Фомою можна покривати акриловими лаками — матовим або глянсовим — щоб захистити тонування від стирання.

## Застосування
Фоаміран використовується в рукоділлі. Часто застосовується для створення флористичного декору, біжутерії та прикрас, весільних композицій, елементів подарункових пакунків та вітальних листівок. З нього роблять ляльок, реалістичних птахів та тварин. Створюють об'ємні картини, імітуючи роботи, виконані зі шкіри, дерева, металу. Фоаміран знайшов своє застосування і в скрапбукінгу.